# Anđelko Jovanović
Anđelko Jovanović (in serbo Анђелко Јовановић?; 18 novembre 1999) è un calciatore montenegrino, centrocampista del Mladost Donja Gorica.

## Caratteristiche tecniche
È un centrocampista offensivo.

## Carriera

### Club
Ha giocato nella prima divisione montenegrina per un totale di 120 presenze.
In carriera ha anche giocato 3 partite nei turni preliminari di Conference League.

### Nazionale
Nel 2018 ha giocato una partita con la nazionale montenegrina Under-21.
L'11 novembre 2020 ha debuttato con la nazionale montenegrina giocando l'amichevole pareggiata 0-0 contro il Kazakistan.

## Statistiche
Statistiche aggiornate all'11 novembre 2020.

### Cronologia presenze e reti in nazionale
| Cronologia completa delle presenze e delle reti in nazionale ― Montenegro | Cronologia completa delle presenze e delle reti in nazionale ― Montenegro | Cronologia completa delle presenze e delle reti in nazionale ― Montenegro | Cronologia completa delle presenze e delle reti in nazionale ― Montenegro | Cronologia completa delle presenze e delle reti in nazionale ― Montenegro | Cronologia completa delle presenze e delle reti in nazionale ― Montenegro | Cronologia completa delle presenze e delle reti in nazionale ― Montenegro | Cronologia completa delle presenze e delle reti in nazionale ― Montenegro |
| Data                                                                      | Città                                                                     | In casa                                                                   | Risultato                                                                 | Ospiti                                                                    | Competizione                                                              | Reti                                                                      | Note                                                                      |
| ------------------------------------------------------------------------- | ------------------------------------------------------------------------- | ------------------------------------------------------------------------- | ------------------------------------------------------------------------- | ------------------------------------------------------------------------- | ------------------------------------------------------------------------- | ------------------------------------------------------------------------- | ------------------------------------------------------------------------- |
| 11-11-2020                                                                | Podgorica                                                                 | Montenegro                                                                | 0 – 0                                                                     | Kazakistan                                                                | Amichevole                                                                | -                                                                         | 77’                                                                       |
| Totale                                                                    |                                                                           | Presenze                                                                  | 1                                                                         |                                                                           | Reti                                                                      | 0                                                                         |                                                                           |